# 奇跡の地球
「奇跡の地球」（きせきのほし）は、桑田佳祐&Mr.Childrenの楽曲。自身のチャリティーシングルとして、タイシタレーベルとトイズファクトリーから8cmCDで1995年1月23日に発売された。

## 背景
小林武史プロデュースによるサザンオールスターズの桑田佳祐とMr.Childrenのコラボレーション作品で、当時エイズに対する正しい知識を広めるために行われていた啓発運動「アクト・アゲインスト・エイズ（AAA）」によるチャリティ活動の一環として制作・発売された。
桑田は1993年までサザンオールスターズとして活動し、1994年には活動休止しソロ活動を始めていた。一方、Mr.Childrenは1994年に発売した「innocent world」がオリコンチャート初1位でミリオンセラーとなり人気絶頂にあった。
Mr.Childrenのシングル「CROSS ROAD」発売前に小林のオファーに応じて、桑田がMr.Children向けにプレゼンをしていた。そのまま歌うタイミングを逸していたが、AAAの企画会議の際、小林から正式に歌詞を付けて歌うことを提案されることで世に出された。

## アートワーク
本作のジャケットは地球とその背景の宇宙の写真が使用されている。またジャケットには「Act Against AIDS Special Single」と表記されている。
シングル内面はエイズ感染者のグラフや詳細などが記載されており、CDを取り外すとWHO調べの世界のエイズ患者の状況（1993年まで）のグラフを見ることが出来る。

## チャート成績・リリース
オリコンで首位を獲得したアーティスト同士のコラボシングルが首位を獲得するのは、オリコンの集計で初の快挙となった。本作の生産・販売は1995年6月までの期限限定であったが、オリコン集計による累計売上枚数は172万枚を記録している。
1995年9月末日時点でのこのシングル単体でのチャリティ金額は約2.4億円。収益の全額は「AAA基金」によってアジアを始めとする各国（タイ、ミャンマー、インドネシア、カンボジア、フィリピン、ルーマニア）などでのエイズ対策、AAAの活動を日本からアジアへ広げるための各国の世界エイズデー・コンサートの支援、日本の若者を対象にした啓蒙活動「エデュケーションリーダーキャンペーン」に使用された。

## プロモーション
テレビ披露
| 番組名                               | 日付          | 放送局     | 演奏曲     |
| ------------------------------------ | ------------- | ---------- | ---------- |
| ミュージックステーション             | 1995年1月13日 | テレビ朝日 | 奇跡の地球 |
| 桑田佳祐の音楽寅さん 〜MUSIC TIGER〜 | 2001年3月23日 | フジテレビ | 奇跡の地球 |

ライブでの初披露は前年の1994年12月1日に日本武道館で行ったチャリティー公演『Act Against AIDS’94』で行われた。
発売年には当時フジサンケイグループ主催で毎年ゴールデンウィークに行っていたライブイベント『LIVE UFO '95』の企画として『桑田佳祐＆Mr. Children “Acoustic Revolution with Orchestra” 奇跡の地球』が開催され、名古屋レインボーホール（1995年4月18日・19日）、国立代々木競技場 第一体育館（4月28日・29日・5月1日・2日・6日・7日）、大阪城ホール（5月10日・11日・13日・14日）で全12公演のライブを展開した。
2001年3月16日と3月23日に放送された『桑田佳祐の音楽寅さん 〜MUSIC TIGER〜』に桜井和寿と鈴木英哉がゲスト出演し桑田とカラオケ対決を行った。23日放送分ではエキシビジョンマッチとしてこの曲が歌われている。また、2006年7月17日には桜井と小林が主宰する野外音楽フェスティバル『ap bank fes '06』に桑田がゲスト出演、同年8月27日には桑田が主宰する『THE 夢人島 Fes.』にMr.Childrenがゲスト出演しいずれもこの曲が演奏された。
本作は前述の通りオリコンチャートで1位になり大ヒットを記録。売上（アーティスト及びプロデューサーの各種印税、音楽著作権印税、レコード会社の利益等）は全額エイズ対策に使用することが発表され、同年10月17日には桑田・小林・Mr.Childrenが記者会見を開き実績を報告した。
本作の限定生産・販売終了後も桑田はエイズに対する正しい知識の啓蒙を目的にしたコンサート活動やグッズ販売及びそこから得た利益を啓発パンフレット・ポスターの制作・教育機関や保健所への発送に充てるなど役割を果たし終えるまでAAAの活動に貢献を続けた。また、桑田のベストアルバム『TOP OF THE POPS』の初回出荷分の売り上げ収入やこの曲を始めとした一部収録曲の印税の寄付も行っている。

## 批評
2019年12月にgooが発表した「最強のコラボだと思う男性デュオランキング」にて桑田と桜井のコラボが1位を獲得している。

## 収録曲
| #         | タイトル                              | 作詞      | 作曲      | 編曲                  | 英語補作詞         | 時間 |
| --------- | ------------------------------------- | --------- | --------- | --------------------- | ------------------ | ---- |
| 1.        | 「奇跡の地球」                        | 桑田佳祐  | 桑田佳祐  | 小林武史＆Mr.Children | トミー・スナイダー | 4:49 |
| 2.        | 「奇跡の地球 (Instrumental Version)」 |           | 桑田佳祐  | 小林武史＆Mr.Children |                    | 4:49 |
| 合計時間: | 合計時間:                             | 合計時間: | 合計時間: | 合計時間:             | 合計時間:          | 9:38 |

楽曲解説
1. 奇跡の地球
Act Against AIDS 1995 キャンペーンソング。また、『LIVE UFO '95』イメージソング。
歌詞は世界の危機を憂い、平和の理想の形を描く内容となっており、エイズ、戦争、感染症などをイメージさせる言葉が使用されている[7][21][22]。
2. 奇跡の地球 (Instrumental Version)

## 参加ミュージシャン
- 桑田佳祐 - ボーカル
- Mr.Children
  - 桜井和寿 - ボーカル
  - 田原健一 - ギター
  - 中川敬輔 - ベース
  - 鈴木英哉 - ドラム

サポートメンバー
- 小林武史 - キーボード
- 藤井謙二 - ギター
- 山本拓夫 - サクソフォーン
- 荒木敏男 - トランペット
- 村田陽一 - トロンボーン
- CAROL STEELE - パーカッション
- 松本賢 - コンピュータ・プログラミング
- 高安錬太郎 - コンピュータ・プログラミング

## 収録アルバム
| 曲名       | 作品名          |
| ---------- | --------------- |
| 奇跡の地球 | TOP OF THE POPS |

## ライブ映像作品
| 曲名       | 作品名          |
| ---------- | --------------- |
| 奇跡の地球 | ap bank fes '06 |

## カバー
- 1995年：周華健、洪敬堯 - アルバム『愛相隨』に中国語版「世紀的秘密」として収録。
- 2010年：コブクロ - カバーアルバム『ALL COVERS BEST』収録。